# 1772 год в музыке

## События
- 2 января — Михаэль Гайдн впервые исполнил Missa pro defunctis Archespiscopo на похоронах Сигизмунда фон Шраттенбаха, архиепископа Зальцбурга.[1]
- 13 марта — новым капельмейстером при дворе императора Иосифа II в Вене вместо умершего Георга Рейттера младшего стал Флориан Леопольд Гассман.[2]
- 5 июня — Карл Диттерс фон Диттерсдорф возведён императрицей Марией Терезией в дворянское звание.[3]
- Карл Стамиц поселился в Версале.
- Чарлз Бёрни посетил Яна Крштитела Ваньхаля в Вене.
- Игнац Плейель стал учеником Йозефа Гайдна.
- В Санкт-Петербурге поставлена первая опера на русском языке «Анюта», либретто к которой написал Михаил Иванович Попов.[4]

## Классическая музыка
- Иоганн Кристиан Бах — Symphonie Concertante in G C32.
- Кристиан Каннабих — Symphony No. 50 in D minor.
- Флориан Леопольд Гассман — оратория La Betulia Liberata.
- Йозеф Гайдн
  - Symphonies 44 «Trauer» and 45 «Farewell»
  - Струнный квартет, опус 20.
- Вольфганг Амадей Моцарт — Divertimenti K. 136—138 «Salzburg Symphonies».
- Андреа Луккези — 6 сонат для клавикорда и скрипки, опус 1.
- Джованни Паизиелло — Requiem for Gennara di Borbone.

## Опера
- Паскуале Анфосси — «Александр в Индии» (итал. Alessandro nelle Indie).
- Иоганн Кристиан Бах — «Эндимион» (Endimione) и «Фемистокл» (Temistocle).
- Вольфганг Амадей Моцарт — «Сон Сципиона» (итал. Il sogno di Scipione) и «Луций Сулла» (итал. Lucio Silla).
- Пьер Монтан Бертон и Жан Бенжамен Делаборд — «Адель де Понтьё» (фр. Adèle de Ponthieu).
- Томмазо Траэтта — «Антигона» (Antigona).
- Антонио Саккини — «Армида» (Armida) и «Вологез» (Vologeso).
- Томас Арн — The Cooper.
- Антонио Сальери — «Венецианская ярмарка» (итал. La fiera di Venezia), «Барон Старой горы» (итал. Il barone di Rocca antica) и «Похищенная бадья» (итал. La secchia rapita).
- Доменико Чимароза — «Причуды графа» (итал. Le Stravaganze del conte).

## Популярная музыка
- Преподобный Уильям Ливз и леди Энни Барнард — баллада "Auld Robin Gray".[5]

## Родились
- 30 марта — Иоганн Вильгельм Вильмс, нидерландский композитор немецкого происхождения (умер в 1847).
- 25 апреля — Луи Делан, балетный танцовщик, певец, актёр, хореограф и балетмейстер, первая отечественная звезда-мужчина Шведского Королевского балета, дядя актёра и режиссёра Пера Юсефа Делана (умер в 1823).
- 1 мая — Жак Мишель Юрель де Ламар[фр.], французский виолончелист (умер в 1823).
- 10 июня — Грета Натерберг (швед. Greta Naterberg), шведская певица, исполнительница народных песен (умерла в 1818).
- 3 сентября — Никола Таккинарди (итал. Nicola Tacchinardi), итальянский виолончелист и оперный певец-тенор (умер в 1859).
- 4 октября — Франсуа Луи Перн[фр.], французский композитор, музыковед, историк музыки, руководитель Парижской консерватории (умер в 1832).
- 17 ноября — Марк Антуан Мадлен Дезожье, французский композитор, водевилист и шансонье (умер в 1827).
- дата неизвестна
  - Франц Крамер (англ. Franz Cramer), английский скрипач и дирижёр, мастер королевской музыки (умер в 1848).
  - Кирилл Демиан (нем. Cyrill Demian), австрийский мастер-изготовитель клавишных музыкальных инструментов армянского происхождения (умер в 1847).

## Умерли
- 13 февраля — Пьер Клод Фуке[фр.], французский органист и клавесинист (род. в 1694).
- Март — Франческо Караттоли (итал. Francesco Carattoli), итальянский оперный певец-бас (род. около 1705).
- 11 марта — Георг Рейттер младший, немецкий композитор, капельмейстером при дворе императора Иосифа II (род. в 1708).
- 19 апреля — Иоганн Петер Келлнер[нем.]), немецкий органист и композитор (род. в 1705).
- 22 апреля — Мадам Фавар, французская оперная певица, актриса, танцовщица и драматург, супруга Шарля Фавара (род. в 1727).
- 6 мая — Эдмунд Паска (нем. Edmund Pascha), родившийся в Моравии проповедник, органист и композитор, был известен под псевдонимом Claudianus Ostern (род. в 1714).
- 15 июня — Луи Клод Дакен, французский композитор, органист и клавесинист еврейского происхождения (род. в 1694).
- 8 октября — Жан-Жозеф де Мондонвиль, французский композитор, скрипач и дирижёр (род. в 1711).
- дата неизвестна — Франческо Барсанти, итальянский музыкант и композитор (род. в 1690).